# والدوسی‌ها
والدوسیان یک جنبش مسیحیت است که در سال ۱۱۷۳ میلادی شکل گرفت و بنیان‌گذار آن پیتر والدوس است. بسیاری از آنها در دستگاه تفتیش عقاید کشته شدند.
پتروس والدوس، بازرگان ثروتمند اما بی‌سواد اهل لیون فرانسه بود. در حدود سال ۱۱۷۰ والدوس با خبر شد که انجیل به فرانسه ترجمه شده‌است. اطرافیان والدوس اینک می‌توانستند انجیل را برای او به زبان خودش بخوانند. در گذشته، تنها کسانی که در لاتین مهارت داشتند می‌توانستند انجیل را بخوانند. این بدان معنا بود که اینک کاتولیک‌های معمولی، نه فقط کشیشان تحصیل کرده، شروع به مطالعهٔ انجیل و تعلیم و تبلیغ کلام خدا بدون اقتدار کلیسا می‌کردند. والدوس، با الهام از درک تازه‌ای از زندگی مسیحیان نخستین، از تمام دارایی دنیوی خود دست کشید و فقر اختیار کرد و شروع به موعظه به روش خودش نمود. پیروان مخلص بسیاری پیدا کرد که همهٔ آنها فقر اختیار کردند و در خیابان‌ها و دیگر معابر عمومی به موعظه پرداختند.
پتروس والدوس و پیروان مشتاقش، « «والدوسیان» با «مسکینان لیون»، چون عقیده داشتند هر مرد نیکی حق شنیدن اعترافات را دارد و سرانجام با برخی از شعایر کلیسا به مخالفت برخاستند، باعث رنجش کشیشان محلی و اسقف شدند. والدوسیان خشم کلیسای عمومی را نیز برانگیختند و در سال ۱۱۷۹ سراسقف لیون آنها را از موعظه منع کرد. بسیاری تکفیر شدند و برخی به بدعتگذاری متهم گشتند. برخی از والدوسیان فرانسه را ترک کردند و به اسپانیا رفتند و در آنجا به موعظه ادامه دادند. در آنجا آنها را زندانی کردند، در دادگاه‌های تفتیش عقاید به محاکمه کشیدند، و چندین تن را در سال ۱۲۱۲ در آراگون در چوبهٔ مرگ سوزانداند.
از جمله جنبه‌های شگفت‌انگیز اقامهٔ دعوا علیه والدوسیان این بود که آنها، برخلاف کاتارها، بدعتگذار نبودند. عقایدشان کاملاً در چارچوب جریان غالب سنت مسیحی باقی ماند، چون تلاش آنها بازگشت به شکل نخستین و خالص تر مسیحیت بود. در واقع، آرای پتروس والدوس از بسیاری جهات پیشگویی آرای دومینیکن‌ها و فرانسیسکن‌های اوایل قرن سیزدهم بود که شکنجه‌گر آنها شدند.
والدوسیان برای کلیسا خطرناک بودند چون از وجدان خود پیروی می‌کردند. آنها از پذیرش قاعده فرمانبرداری امتناع می‌ورزیدند که برای کلیسا، اگر قرار بود تسلط خود را بر جامعه حفظ کند، خطرناک بود. «مسکینان لیون» به خاطر این استقلال روحی به عنوان دشمنان کلیسا محکوم شدند.
با این حال، والدوسیان، برخلاف کاتارها که سرانجام از بین رفتند، به‌رغم تلاش‌های مکرر دستگاه تفتیش عقاید برای حذفشان، در گروه‌های کوچک به موجودیت خود ادامه دادند و همچنان موعظه می‌کردند. آنها به صورت دسته‌دسته در بسیاری از نواحی کوهستانی ایتالیا تا دورهٔ اصلاحگری پروتستان در قرن شانزدهم باقی ماندند. در واقع، امروزه هم کسانی هستند که خود را والدوسیان به حساب می‌آورند.
هنوز والدوسیان وجود دارند. و کلیسای آنها کلیسای والدوسیان نام دارد.
آموزه‌های اخلاقی آنان بر پایه اختیار کردن فقر و زندگی در سختی است.